# André Poppe
André Poppe (* 4. November 1943 in Sint-Niklaas) ist ein ehemaliger belgischer Radsportler.

## Sportliche Laufbahn
Als Amateur konnte er einige Medaillen bei belgischen Bahnmeisterschaften gewinnen. So wurde er 1965 Vize-Meister bei den Stehern hinter Etienne Van der Vieren. Bei der Internationalen Friedensfahrt 1966 wurde 32. im Endklassement. 1965 startete er bei der Woche des internationalen Radsports der DDR und gewann das Rennen in Hainichen (Großer Barkas-Preis) gegen die DDR-Elite. In jener Saison holte er auch zwei Etappensiege bei der Mexiko-Rundfahrt (12. Platz in der Gesamtwertung). 
Im Sommer 1966 erhielt er seinen ersten Vertrag in einem Profi-Team, bei Solo–Superia, in dem Rik van Looy und Rik van Steenbergen unter Vertrag standen. Poppe bestritt die Tour de France viermal, 1968 war er Teil des Teams, das das Mannschaftszeitfahren gewann. Der 14. Rang 1968 war sein bestes Ergebnis in der Tour. Beim Giro d’Italia war er 1971 (68.) und 1972 (40.) dabei. Die Vuelta a España fuhr er 1970 (19.).